# Zdravka Bušić
Zdravka Bušić (6 de septiembre de 1950, Imotski) es una política de la Unión Democrática Croata quién sirvió como una MEP por un año entre 2013 y 2014. Con la accesión de Croacia a la Unión Europea en 2013, fue elegida como uno del primer grupo de miembros croata de la Eurocámara.
Bušić se graduó en ciencia política de la Universidad Estatal de Cleveland, y obtiene el grado de maestra en administración de información por la Universidad Case Western Reserve. 
Después de trabajar como archivista en Cleveland,  regresó a Croacia en 1990 para trabajar para el primer presidente del país, Franjo Tuđman, como asesora y directora de archivos. Entre 1995 y 2003 fue dos plazos miembro del Parlamento croata.